# Абелян, Александр Артемьевич
Алекса́ндр Арте́мьевич Абеля́н (1855, или 1858,1859  — 6 мая 1940) — армянский драматург и театральный деятель, автор ряда пьес и рассказов из быта армянских ремесленников, журналист.
Литературную деятельность начал в 1888 году.
Пьесы — «Угасающие огни», «Обручённые», «Пыл-Пуги» — шли в армянских театрах до революции и в советское время. В них реалистически воспроизведена жизнь мелкой армянской буржуазии и разрушение её семейного быта. В пьесе «Ншанвацнер» («Обручённые») изображено рабочее движение.